# 2-га дивізія НГ (Україна)
2-га Східна дивізія національної гвардії (2 дНГУ, в/ч 2220) — формування національної гвардії України, що існувало у 1990-х роках. Дивізія мала штаб у м. Харків, а її підрозділи дислокувалися на території Харківської та Дніпропетровської областей.

## Історія
Управління 2-ї дивізії НГУ (в/ч 2220) було сформовано наказом КНГУ від 2 січня 1992 року в м. Харкові. Командиром дивізії був призначений генерал-майор Рибка А. С.
До складу дивізії увійшли:
- 4-й полк (в/ч 4104), розміщувався в м. Харкові та сформований на базі вищезгаданого 53-го спеціального моторизованого полку міліції Внутрішніх військ МВС СРСР (в/ч 5439).
- 5-й полк (в/ч 4105) м. Дніропетровськ, сформований на базі 24 окремого батальйону міліції ВВ МВС СРСР (в/ч 5444) переданий в 1999 році до складу ВВ МВС України та реорганізований у 16-й спеціальний моторизований полк (в/ч 3036)
- 6-й полк (в/ч 4106) м. Кривий Ріг.

Трохи пізніше, в 1992 р. в м. Чугуєві Харківської обл. почалося формування 19-го окремого батальйону НГУ (в/ч 2221), так і не завершене. Крім того, в м. Харкові дислокувався окремий підрозділ НГУ з охорони дипломатичних і консульських представництв іноземних держав (в/ч 2260 «Г»), яке забезпечувало охорону консульства Російської Федерації.
В 1993 році в/ч 4104 під керівництвом полковника Толубко Ю. Б. переміщується на інше військове містечко в м. Харків. Також великий внесок у розбудову 4-го полку НГУ зробили майор Криса В. П., п/п-к Кіося О. Г., ст.л-т Кульчій М. М., л-т Лакуша Г. Б., л-т Канюка І. В. та інші військовослужбовці.
У «зоні відповідальності» дивізії перебувала База зберігання озброєння і боєприпасів НГУ (в/ч 2276) в м. Охтирка Сумської обл., що розміщувалася на території колишнього полку 43-ї ракетної Смоленської дивізії Ракетних військ стратегічного призначення Збройних Сил СРСР. База була сформована наказом КНГУ від 12 січня 1993 року і підпорядковувалася управлінню 2-ї дивізії НГУ (в/ч 2220), а з квітня 1994 року — безпосередньо Головному управлінню Командувача НГУ.
Указом Президента України від 20 січня 1995 р. і наказом КНГУ від 26 січня 1995 р. 4-й полк НГУ був переформований у 3-й полк НГУ (в/ч 4103), а частина особового складу 4-го полку НГУ була переведена до складу Внутрішніх військ МВС України, де був переформований 11-й окремий спеціальний моторизований полк міліції Внутрішніх військ МВС України (в/ч 3031) м. Харків, і в 2003 р. розформований.
У зв'язку з передачею своїх частин до складу Внутрішніх військ МВС України та формування інших частин НГУ, в 1995 р. управління 2-ї дивізії НГУ було розформовано.
Наказом КНГУ від 26 січня 1995 року в м. Харкові на базі 4-го полку (в/ч 4104) 2-ї дивізії НГУ почалося формування 3-го полку НГУ (в/ч 4103). Наказом КНГУ від 5 грудня 1995 року він був підпорядкований командуванню 6-ї дивізії НГУ (в/ч 2280). Наказом КНГУ від 24 грудня 1998 р. полк був переформований в 3-тю бригаду спеціального призначення НГУ. Згідно з Указом Президента України від 17 грудня 1999 р. 3-тя бригада НГУ була передана до складу Збройних Сил України та пішла на укомплектування частин і підрозділів 92-ї окремої механізованої Ропшинською ордена Червоного Прапора бригади (в/ч А-2280), розміщеної в м. Чугуєві Харківської обл.

## Структура
- 4-й полк НГУ (в/ч 4104, м. Харків)
- 5-й полк НГУ (в/ч 4105, м. Дніпропетровськ)
- 6-й полк НГУ (в/ч 4106 , м. Кривий Ріг)

- 19-й окремий батальйон НГУ (в/ч 2221, Чугуїв)

- підрозділ з охорони дипломатичних і консульських представництв іноземних держав (в/ч 2260 «Г»)

- База зберігання озброєння і боєприпасів НГУ (в/ч 2276) в м. Охтирка Сумської обл.
  - управління
  - стрілецький батальйон охорони
  - відділ зберігання
  - рота бойового і матеріально-технічного забезпечення
  - взвод такелажних і спеціальних робіт
  - військовий оркестр
  - медичний пункт

## Командувачі
- генерал-майор Рибка А. С.(в/ч 2220)
- полковник Толубко Ю. Б.(в/ч 4104)